# 苯甲酸铀酰
苯甲酸铀酰是一种化合物，化学式为UO2(C6H5COO)2。它可由乙酸铀酰二水合物和苯甲酸按化学计量比反应得到，或由氢氧化铀酰和苯甲酸在封管中于400 K反应制得。它可以和DMSO反应，得到UO2(C6H5COO)2(DMSO)2。